# Graham (Misuri)
Graham es un pueblo ubicado en el condado de Nodaway en el estado estadounidense de Misuri. En el Censo de 2010 tenía una población de 171 habitantes y una densidad poblacional de 253,94 personas por km².

## Geografía
Graham se encuentra ubicado en las coordenadas 40°12′4″N 95°2′26″O / 40.20111, -95.04056. Según la Oficina del Censo de los Estados Unidos, Graham tiene una superficie total de 0.67 km², de la cual 0.67 km² corresponden a tierra firme y (0%) 0 km² es agua.

## Demografía
Según el censo de 2010, había 171 personas residiendo en Graham. La densidad de población era de 253,94 hab./km². De los 171 habitantes, Graham estaba compuesto por el 98.83% blancos, el 1.17% eran afroamericanos, el 0% eran amerindios, el 0% eran asiáticos, el 0% eran isleños del Pacífico, el 0% eran de otras razas y el 0% pertenecían a dos o más razas. Del total de la población el 0% eran hispanos o latinos de cualquier raza.